# ジェームズ・クレイグ

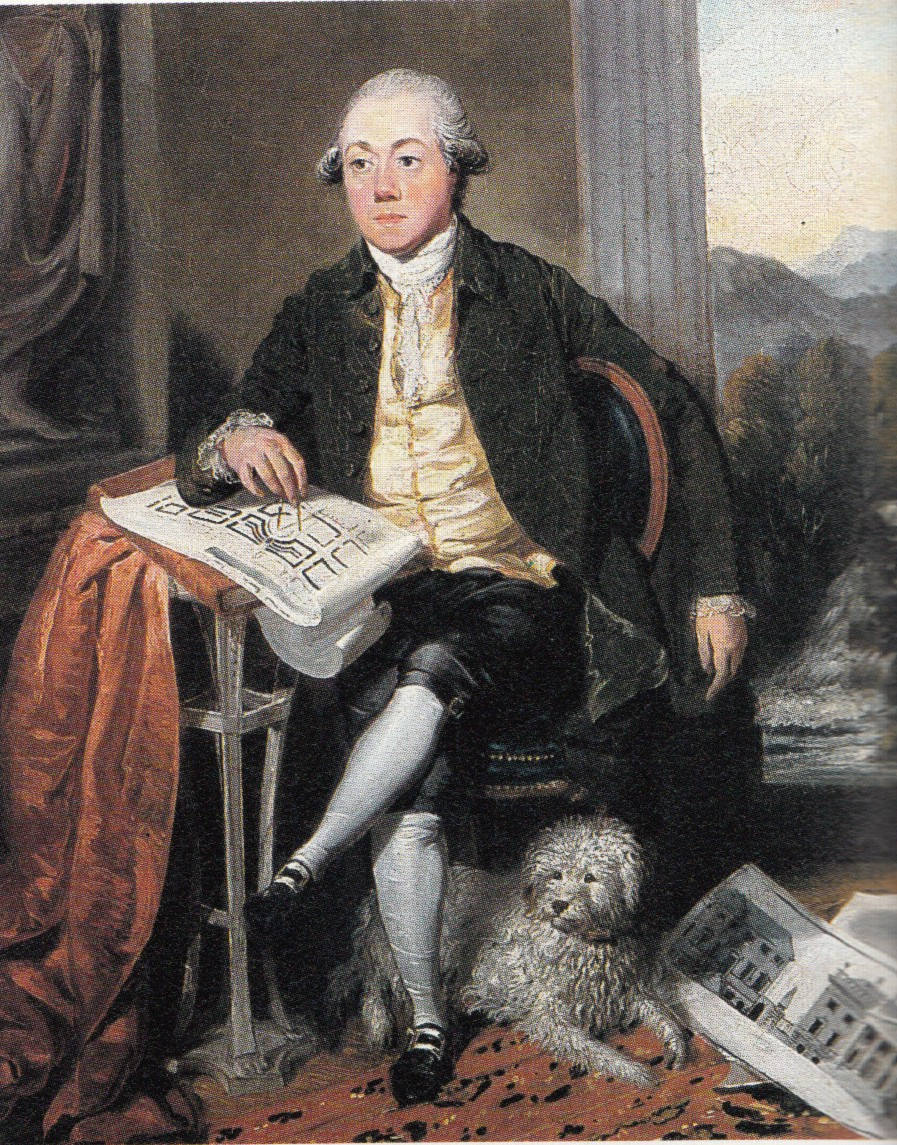
ジェームズ・クレイグ
(画)David Allan

ジェームズ・クレイグ（James Craig, 1739年10月31日 - 1795年6月23日）は、スコットランドの建築家。エディンバラ新市街を設計した人物として知られる。

## 記録
出生は1744年11月13日火曜日と記録されているようで、誕生は従来1744年とされている。しかし最近の研究で、出生したジョージ・ワトソン病院での記録としては1739年10月31日となっている。その後の経歴記録によると、1748年に学校入学となっていて、彼が4歳で学校に通い始めたことになり、1744年の日付はしたがって間違っていると解釈される。
クレイグは、商人ウィリアム・クレイグと詩人ジェームズ・トムソン（1700年 - 1748年）の妹のメアリー夫妻の息子として生まれる。父ウィリアムは、エジンバラ・インチで商人そしてギルドのディーン・ロバート・クレイグの息子。
当時商人の子弟を教育するために開校されていたジョージ・ワトソンのところで教育された。
クレイグは、1755年にパトリック・Jamiesonの下で石工修行に就き、エジンバラの石工およびライツから1764年に聖メアリー教会の担当を受け、定款により修飾石工のギルドとなる。正式な建築教育も受けていなかったようで、エディンバラの仕事に就くまでに唯一知られているのは、1763年までさかのぼると、新北部橋（数年後ウィリアム・メルンによって改築された）改築提案の図面が知られている。

## エジンバラ新市街の計画
エジンバラ旧市街の過密化は17世紀後半から示唆されてのことで、市長ジョージ・ドラモンドは、湖北のフィールドを包含する境界へと市街を拡張することに決定する。1766年1月に開催された計画設計競技では6計画が出展され、クレイグ案が最高案と選出され、最優秀を受賞。ただし彼のデザインは、最初はジョン・アダムやウィリアム・メルンといった建築家らを含む審査委員会により、建設実施に取り掛かれるよう、クレイグの最終案を手直しの支援を行う。 こうして1767年に計画は、国王ジョージ3世に発表された。
計画では、3つのパラレル・メイン・ストリートから成る単純な直線配置にプリンセス・ストリート、ジョージ・ストリートとクイーン・ストリートを、末尾のそれぞれの正方形とセント・アンドリュー・スクエアやCharlotte スクエアを結節して構成している。このアイデアは、結局採用されなかったが、クレイグは後に、開発の中心に大きなサーカスが含まれるよう計画を修正している。建設は、東のセント・アンドリュー・スクエアから始まり、クレイグの死後まで続く。Charlotteスクエアは、1800年に完成する。クレイグは、街のレイアウトのみを担当していて、新しい建物の外観には設計へ関与はしていない。

## その他の仕事
こうしたクレイグの初期の成功をみても、実際は経済的に困難な状況を見つけることが多く、晩年には作品の安定供給を維持するのにも苦労していた。
1773年に新市街の東にセント・ジェームズ・スクエア、1774年に旧市街の南のマーチャント・ストリートと、新たな開発のためのレイアウトを準備し続けている。代表作品の残りは、ほとんどがこれらの両方の開発においての建物ファサード担当である。
セント・ジェームズ・スクエアの半面に作品はまだ残っているが、残りはすべてセント・ジェームズ・セントラル・センター建設のため、1950年代に壊されている。
1786年には、ロイヤル・マイルに沿ってスクエアと三日月状のオールドタウンを改造するための提案を含むエディンバラ市改造計画案を発表。
プロジェクトの最後の1つに、新たなグラスゴー発展のためブリスウッド開発計画を策定。19世紀までに建設された開発街区は今日でも、そのクレイグの厳密なグリッドレイアウトをみることができる。 
大規模な建物では、王立エジンバラ医科大学ジョージ・ストリートの医師ホール（1773年 - 1779年）がある。ただし、建設コストが大学とクレイグ間の意見の相違につながり、また建設された施設は不便であることが判明。これによって、1843年取り壊され、ウィリアム・ヘンリー・プレイフェアによってホール銀行に置き換えられた。 
1775年、カールトンヒルに新天文台案を計画。 ゴシック様式の天文台ハウス塔と呼ばれる建物は1777年までに、費用の関係で一部のみ完成する。これも1818年にはプレイフェアに置き換えられたが、1792年に完成した。 
1777年から1781年にかけては、聖ジャイルズ大聖堂改装に従事、また、エディンバラ植物園を引き受け、さらにはリース通りの業務に従事、1780年にリースに新しい街区を造るために契約者に任命され、ビル高度の設計管理担当まで任されたが、街区の技術的側面についてまでは任されていたというわけではなかった。それらは1950年代に一部壊されたが、正門と番所が現在まで残っている。
また、作家のジョージ・ブキャナン（1506年 - 1582年）を記念するセント・マイケル墓地のフラートン記念碑、Invereskおよびキラーンの100フィート(30メートル)の記念碑といったクレイグによる2個の作品が残っている。